# Damsel
Damsel é um filme de drama estadunidense de 2018 dirigido e escrito por David Zellner e Nathan Zellner. Estrelado por Robert Pattinson e Mia Wasikowska, estreou no Festival Sundance de Cinema em 22 de janeiro de 2018.

## Elenco
- Robert Pattinson - Samuel Alabaster
- Mia Wasikowska - Penelope
- Robert Forster
- David Zellner - Parson Henry
- Nathan Zellner - Rufus Cornell
- Joseph Billingiere - Zacharia